# Basküle (Schloss)

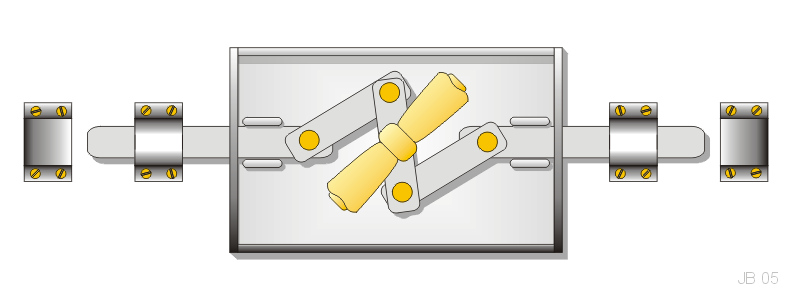
Baskülegetriebe mit Schubstangen für einen Fensterverschluss (Schemazeichnung)

Die Basküle (auch: Baskül, Baskule, Basquill, Basquille; frz. bascule: Kippstufe, Wippe) bezeichnet in der Schließtechnik bei Fenster- und Türen- sowie im Schrankbau das zentrale Getriebe eines Schubstangenverschlusses, der auch Baskülenverschluss oder Treibriegelverschluss genannt wird.
Eine moderne Bezeichnung für das Baskülengetriebe ist Schlagleistengetriebe.

## Funktionsweise, Verwendung, Geschichte
Die Schubstangen werden mit einem Drehgriff, der Olive, über ein einfaches Zahnstangen- oder Koppelgetriebe gleichzeitig und gegenläufig bewegt (bei Türen und Fenstern meist nach oben und unten).
Der Baskülenverschluss wird auch zur Sicherung von Tresortüren eingesetzt. Hier wird oft eine Anzahl der über die gesamte Tür verteilten Schubstangen an einer zentralen, drehbaren Scheibe angeschlossen, so dass diese alle zugleich durch einen Hebel oder ein Handrad von außen betätigt werden können.
Wie der Espagnolettenverschluss ist die Basküle ein Stangenschloss. Beide wurden im Spätbarock entwickelt und erst im 20. Jahrhundert durch modernere Verschlusssysteme ersetzt. Im Historismus wurden Treibstangen und Getriebe meist in die innenliegenden Stulpleisten eingelassen und durch diese verdeckt.

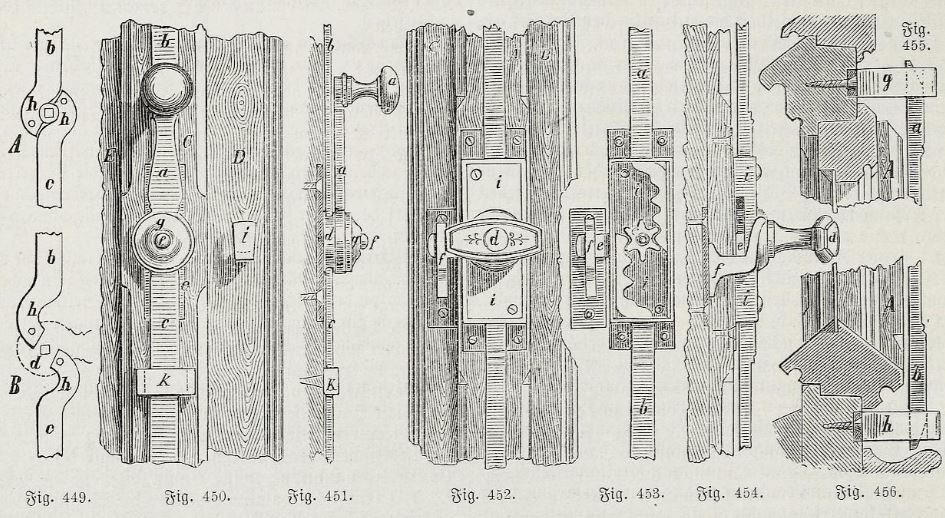
Basküle-Fensterverschluss (Oskar Mothes: Illustrirtes Baulexikon, 1881[2])
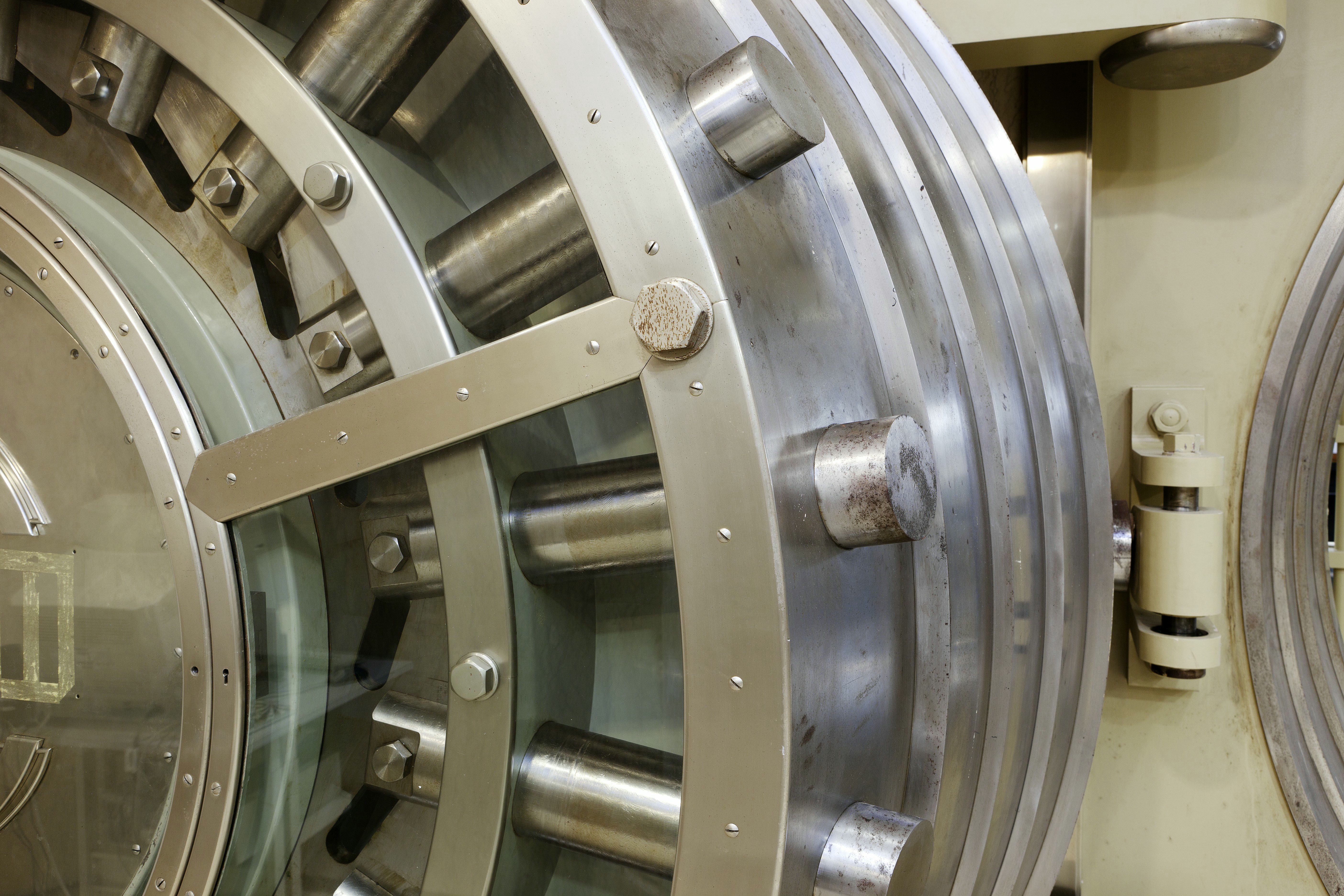
Schubstangenverschluss einer Tresortür

## Weblink
- Basküle, auf fenster-im-baudenkmal.de
- Basküle-Verschluss (Basquille), auf oknoplast.de